# Dipterygonotus
Dipterygonotus is een monotypisch geslacht van straalvinnige vissen uit de familie van de Caesionidae, orde baarsachtigen (Perciformes).

## Soort
- Dipterygonotus balteatus (Valenciennes 1830)